# Ad Infinitum
Ad Infinitum es un videojuego de terror de supervivencia de 2023 desarrollado por Hekate y publicado por Nacon. Está ambientado durante la Primera Guerra Mundial y se lanzó para Windows, PlayStation 5 y Xbox Series X/S.

## Jugabilidad
Los jugadores controlan a un soldado alemán que intenta aceptar el horror de la guerra de trincheras y las atrocidades durante la Primera Guerra Mundial. El escenario cambia ocasionalmente a la mansión de su familia y a una ciudad francesa, lo que representa su inestabilidad mental. Ad Infinitum es un juego de terror y supervivencia . Los jugadores deben resolver acertijos  y evitar monstruos, algunos de los cuales representan las experiencias del soldado durante la guerra. Escapar de los monstruos implica tocar los controles. Si no logran escapar, regresan a un puesto de control. Se juega desde una perspectiva en primera persona.

## Trama
El juego se desarrolla desde la perspectiva de Paul von Schmidt, un joven veterano alemán que regresó de las trincheras en Francia tras el final de la Gran Guerra. Paul y su hermano Johannes fueron criados por su padre lisiado Karl (que contribuyó en tiempos de guerra) y su preocupante madre Madelein, y el padre de Karl, Lother, vivió con ellos durante un tiempo. Lother era un exgeneral militar e impuso sus opiniones corruptas sobre las glorias de la vida militar a Karl durante su educación y a Paul antes de su muerte; Esto causó fricciones en la familia, ya que Madelein se oponía a esto, causando tensión entre ella y Karl, y rara vez reconocía a Paul por temor a que se volviera como su abuelo. Más tarde, Karl rechazó a Johannes después de descubrir que tenía una aventura ilícita, y él presionó a ambos para que se unieran al esfuerzo de guerra.
En el campo de batalla, Paul se convirtió en teniente después de que Karl moviera algunos hilos, y Paul demostró ser un líder incompetente ya que sus puntos de vista inmaduros y poco realistas empeoraron las condiciones de su empresa, lo que llevó a muchos a morir de hambre. Más tarde, Johannes, al darse cuenta de la inutilidad de la guerra, le dispara a Paul en el pie para sacarlo del deber y evitar que lo maten. Durante un ataque, Johannes resulta gravemente herido, pierde el brazo y el ojo izquierdo y un alambre de púas también le abre la cara; Paul, culpable, lo deja atrás en el caos, y las fuerzas francesas toman a ambos por separado como prisioneros de guerra. Después del final de la guerra, ambos son enviados de regreso a casa, con Karl horrorizado por lo que obligó a sus hijos y la histérica Madelein que continúa ignorando a Paul mientras niega la supervivencia de Johannes, viéndolo como un "cuco" escondido en el ático. y descuidado; El traumatizado y traumatizado Johannes se vuelve cada vez más extraño para Paul, quien comienza a desarrollar una visión retorcida de su familia en general.
El juego en sí tiene lugar principalmente en la mente de Paul, mientras lucha por aceptar su vida, sus acciones y sus experiencias traumatizantes. Mientras explora la mansión de su familia para recordar recuerdos de su educación, se adentra en una recreación de las trincheras de guerra en las que sirvió. En diferentes lugares de ambos mundos, lucha con recuerdos y visiones de los miembros de su familia.
Mientras explora las trincheras, se encuentra con varios monstruos del Hambre, criaturas ciegas y voraces que escuchan y atacan. Se encuentra con El Oficial, un hombre duro y autoritario que quedó ciego al estrellarse su avión y fue abordado por monstruos antes de encontrar seguridad en el búnker de mando. Le ordena a Paul que busque morfina para aliviar su dolor, y Paul busca los restos de una ciudad francesa, ingresando a la iglesia solo para encontrar un monstruo femenino deformado llamado Despair. Después de una persecución, Paul encuentra un gran árbol que rodea, rodeado de parlantes con discos de dura música militar o canciones relajantes que a su madre le encantaban. Paul puede optar por usar la música militar para ahuyentar a Despair y destruir el árbol, a lo que luego la envía en espiral por un acantilado; si elige la música relajante, Despair se apacigua lo suficiente como para quitarle una espina del corazón, y ella desaparece cuando parece en paz, lo que Paul luego despierta de un sueño.
En el segundo capítulo, Paul regresa a las trincheras, donde El Oficial sospecha de su ausencia y exige pruebas de su lealtad. Al viajar cerca de un área llena de gases tóxicos, Paul se esconde de un monstruo parecido a un centauro en llamas llamado Rage. Después de que Paul abre las líneas de gas con la ayuda de una máscara, Rage es destruido cuando Paul consigue que cargue contra el depósito de municiones, provocando una explosión; Paul demuestra su valía ante el oficial regresando con la cabeza del monstruo. El oficial le informa de un saboteador en la fábrica de municiones y envía a Paul a corregir el problema. Paul entra y restaura la fábrica, pero se lo impide un monstruo de cuatro brazos injertado mecánicamente llamado Corrupción. Paul debe restaurar las líneas de gas, eligiendo entre restaurar un gas tóxico o uno sedante. Si Paul elige el gas tóxico, mata y decapita a Corrupción; si usa el gas sedante, Corrupción se apacigua y desaparece cuando Paul despierta de su sueño.
En el último capítulo, Paul se despierta en el búnker de un hospital, del que escapa después de evitar a los monstruos de Mayhem, figuras hechas de diversos materiales, en concreto cuerpos mutilados con prótesis. Regresa para encontrarse con El Oficial, quien informa sobre un enemigo en el aire y le asigna la tarea de destruirlo, afirmando que teme a la luz. Después de recuperar una mecha del reflector, Paul se encuentra con el monstruo del que habla el oficial: Pain, un humanoide deformado con características de ave. Durante su persecución, Pain lo agarra y lo levanta hacia el cielo oscuro; Paul de repente se encuentra en un área cavernosa que recuerda al ático de su casa donde residía su hermano. En la cima, Paul entra en el nido de Pain y Paul lo enfrenta haciéndole que se sumerja en las tres vigas de soporte. Si Paul levanta las jaulas de púas para que Pain choque contra ellas, Pain lucha con Paul, quien lo ciega con su luz y lo hace chocar contra un reflector, donde Paul lo mata cortándole la cara; si Paul baja las jaulas, haciendo que Pain golpee y rompa las vigas, el techo se derrumba sobre Paul; al ver a Paul, Pain se vuelve hacia la luz que brilla sobre él, desapareciendo cuando Paul se despierta una vez más.
El final del juego depende de si Paul mata o perdona a Despair, Corruption y Pain, monstruos que se correlacionan con su madre, su padre y su hermano, respectivamente. Si no logra matar o salvar al menos a uno de los monstruos, el oficial lo reprende y le dice "no existe la media victoria" antes de dispararle; Paul, habiendo caído en la locura, se despierta en un asilo, donde ahora ve permanentemente a su familia como monstruos. Si Paul mata a los tres monstruos, se revela que toda la familia de Paul está muerta, Johannes muere por desnutrición negligente y Madelein, deprimida, mata a Karl antes de arrojarse a un pozo (algunos diálogos insinúan que el propio Paul pudo haber matado a su familia, viendo ellos como debilidades que necesitaban ser eliminadas); El oficial felicita a Paul dándole una Cruz de Hierro y le dice que el campo de batalla es ahora su hogar. Si Paul salva a los tres monstruos, ve que su madre ha superado su desesperación para abrazar y aceptar a sus dos hijos, su padre ha dejado de lado su tonto orgullo y ha trabajado para cerrar sus fábricas de guerra, y Johannes le dice a través de un cuadro que sus desfiguraciones no son culpa suya. Paul regresa al campo de batalla, siguiendo el rastro de Johannes desde la introducción del juego y lo encuentra sufriendo en la cuerda floja. El Oficial aparece y lo reprende furiosamente por no morir con su compañía y por mostrar misericordia a sus "enemigos"; Luego, Paul abraza al Oficial y finalmente aprende a perdonarse a sí mismo, ya que El Oficial es su oscuro reflejo interior. Luego, Paul se encuentra en casa y sale de su habitación para encontrarse con su familia, quienes se abrazan en silencio.

## Desarrollo
Nacon lanzó Ad Infinitum para Windows, PlayStation 5 y Xbox Series X/S el 14 de septiembre de 2023.

## Recepción
Ad Infinitum recibió críticas mixtas en Metacritic. GamingBolt elogió lo que sentían que era "un escenario y una premisa únicos", pero dijo que los elementos de terror necesitaban más trabajo.Push Square disfrutó de las partes que involucraban la guerra de trincheras, que llamaron "únicas y convincentes", pero encontraron que los aspectos de la mansión encantada eran "una imitación de títulos mejores".  CGMagazine y Shacknews elogiaron la atmósfera inquietante del escenario y el diseño inventivo de las criaturas, pero criticaron su historia inconexa, el desarrollo superficial de los personajes y la dependencia de la mecánica obsoleta del simulador de caminar.   Ad Infinitum actualmente tiene una tendencia "muy positiva" en Steam.